# Tkemali
Tkemali (georgiano ტყემალი) es una salsa originaria de Georgia a base de ciruela cereza, a veces alucha u otras variedades de ciruela. En su preparación se utilizan variedades rojas como verdes de ciruela. El sabor de la salsa es variable, pero por lo general tiende a ser agria y picante. Para reducir su nivel agrio, a veces durante la preparación se agregan ciruelas de variedades dulces. 
Tradicionalmente, además de ciruela en su preparación se utiliza ajo, menta poleo, comino, coriandro, eneldo, chile y sal.
La salsa tkemali se usa para acompañar carnes fritas o asadas, platos de aves y papas, y en la gastronomía de Georgia es tan popular como la salsa ketchup en la gastronomía de Estados Unidos. Se la puede preparar en forma casera, y también es fabricada por varias empresas de Georgia y Rusia.